# Supercoppa Primavera 2009
La Supercoppa Primavera 2009 si è disputata martedì 8 settembre 2009 al Barbera di Palermo.
La sfida ha visto contrapposte Palermo e Genoa, vincitrici rispettivamente del Campionato Primavera e della Coppa Italia. Nei tempi regolamentari il risultato è stato di 2-2, con doppiette di El Shaarawy e Conti: ai rigori il Genoa ha poi vinto 5-4.

## Tabellino
| Arbitro: | Giacomelli (Trieste) |

|                                                   |                      |                                                     |
| Conti 85’, 90+1’                                  | Marcatori            | 16’ (rig.), 87’ El Shaarawy                         |
| Giovio Laribi Pitarresi Mbakogu Conti Cappelletti | Tiri di rigore 4 – 5 | Polenta Doninelli El Shaarawy Ragusa Ferraro Romero |

| Palermo | Genoa |